# Sierra de la Morcuera
La Sierra de la Morcuera o Altos de la Morcuera es una alineación montañosa perteneciente a la vertiente sur de la sierra de Guadarrama, en la cordillera del sistema Central, España.

## Descripción
Está situada en la zona noroeste de la Comunidad de Madrid, tiene una longitud de unos 58 km y una orientación suroeste-noreste. En su extremo occidental, en el pico La Najarra (2108 m s. n. m.), se une a Cuerda Larga, otro cordal montañoso de la Sierra de Guadarrama, y en el extremo oriental está la sierra de la Cabrera. La sierra de la Morcuera, junto a Cuerda Larga, constituyen el límite sur del Valle del Lozoya, ya que ambas alineaciones montañosas tienen una orientación muy similar.
Aparte de La Najarra, existen otros picos importantes en la sierra de la Morcuera, como son el pico Perdiguera (1862 m), Espartal (1723 m) y Mondalindo (1833 m). En sus laderas abundan los bosques de pino silvestre y roble.
En la sierra de la Morcuera hay dos puertos de montaña, que comunican el Valle del Lozoya con la zona central de la Comunidad de Madrid. El más occidental de ellos es el puerto de la Morcuera (1796 m s. n. m.) y el más oriental es el puerto de Canencia (1524 m s. n. m.).
En la vertiente sur de esta sierra están los municipios de Miraflores de la Sierra y Bustarviejo, y en la cara norte se encuentran Canencia y Garganta de los Montes.

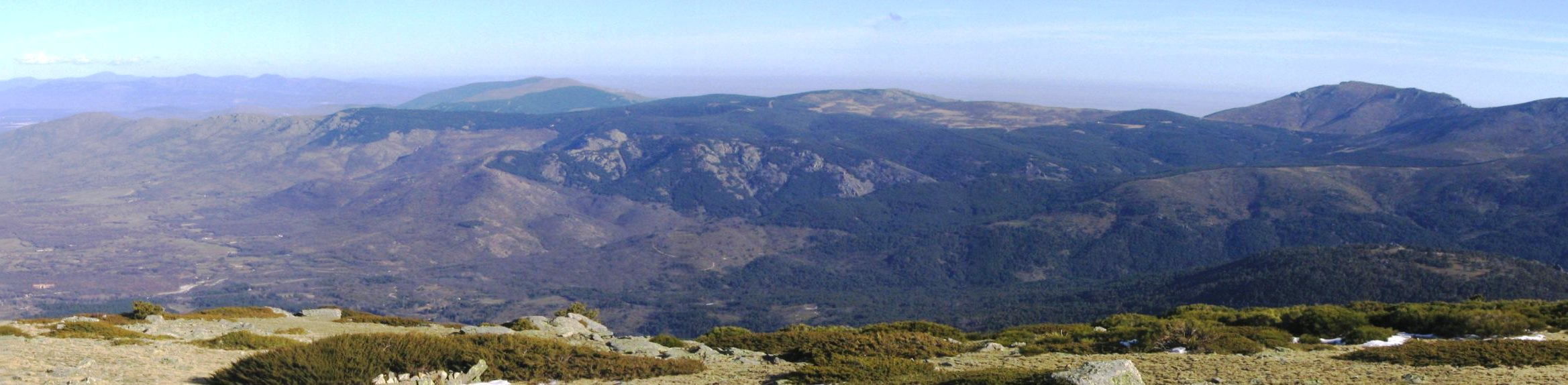
Vista de la vertiente norte de la sierra de la Morcuera desde la laguna de los Pájaros.

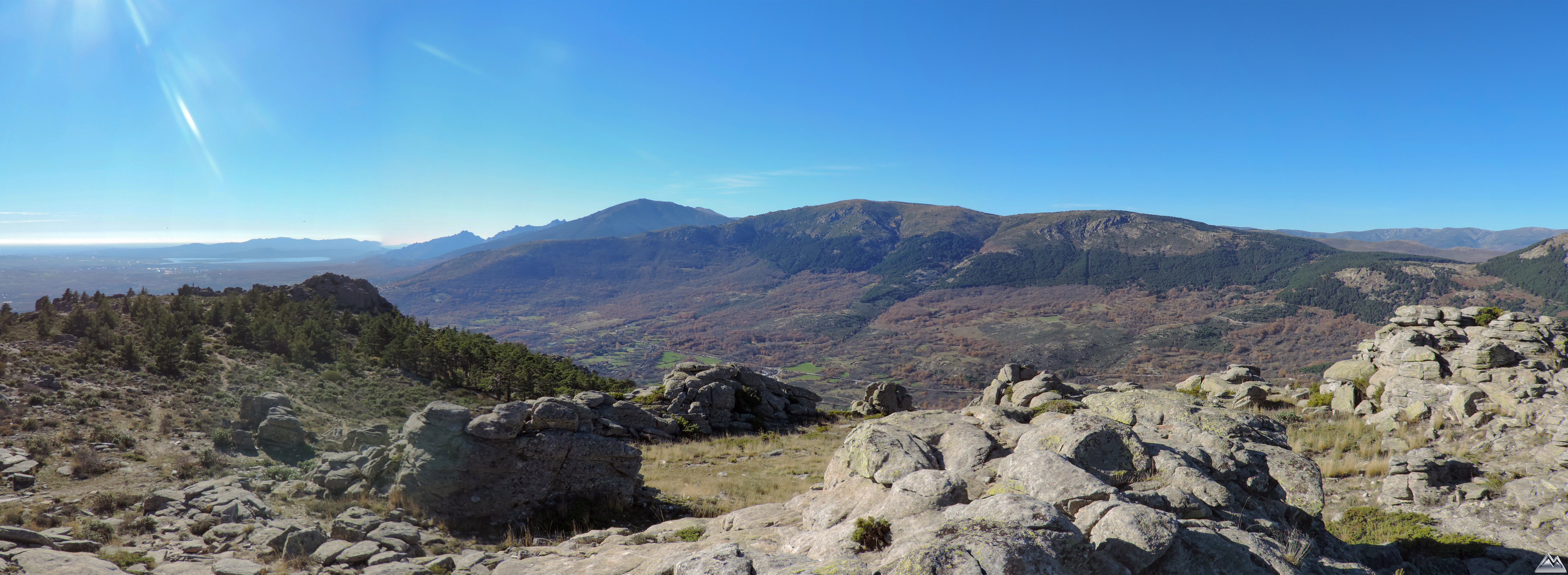
Vista de la vertiente sur desde Cabeza Arcón, término municipal de Bustarviejo.